# Jordan Elsey
Jordan Rhys Elsey (* 2. März 1994 in Adelaide) ist ein australisch-englischer Fußballspieler.

## Karriere
Elsey erhielt für die Jahre 2009 und 2010 ein Stipendium am South Australian Sports Institute, an dem er sportlich gefördert wurde, und war 2011 für seinen Jugendklub Para Hills Knights in der FFSA Super League aktiv. Von 2010 bis 2013 gehörte er zudem dem Jugendteam des A-League-Klubs Adelaide United an. Elsey stand bereits Anfang 2012 auf der Meldeliste Adelaides für die AFC Champions League, erhielt aber erst zur Saison 2013/14 einen Profivertrag. Im Dezember 2013 reiste Elsey nach Hongkong, um einen Leihvertrag mit dem dortigen Erstligisten Kitchee SC zu unterzeichnen, diese entschieden sich aber kurzfristig für einen anderen Spieler und der Innenverteidiger kehrte zu Adelaide zurück. Am 11. Januar 2014 wurde er mangels Alternativen gegen Brisbane Roar als Rechtsaußen eingewechselt und erzielte gegen den Tabellenführer und späteren Meister in der Nachspielzeit per Kopfball den Treffer zum 2:1-Auswärtsstieg, insgesamt kam er in seiner ersten Profisaison zu zehn Ligaeinsätzen. Im November 2014 riss sich Elsey das Kreuzband und fiel für die restliche Saison aus. In den folgenden Jahren gewann er dann mit dem Verein 2026 die nationale Meisterschaft sowie 2018 und 2019 den australischen Pokal. Im Sommer 2021 verließ er nach insgesamt neun Jahren Adelaide wieder und ging weiter zum Ligarivalen Newcastle United Jets, von dem er 2023 zu Perth Glory wechselte. Die Saison 2023/24 verbrachte Elsey dann beim East Bengal FC aus der Indian Super League, kam dort aber nur sechs Mal (1 Tor) im Durand Cup zum Einsatz. Seit September 2024 spielt er wieder für Adelaide United.

## Erfolge
Adelaide United
- Australischer Meister: 2016
- Australischer Pokalsieger: 2018, 2019